# 도리바우 주니오르
도리바우 시우베스트리 주니오르(포르투갈어: Dorival Silvestre Júnior, 1962년 4월 25일 ~ )는 브라질의 축구 감독으로, 현재 코린치앙스 파울리스타의 감독을 맡고 있다.